# Pastorie van Wambeek

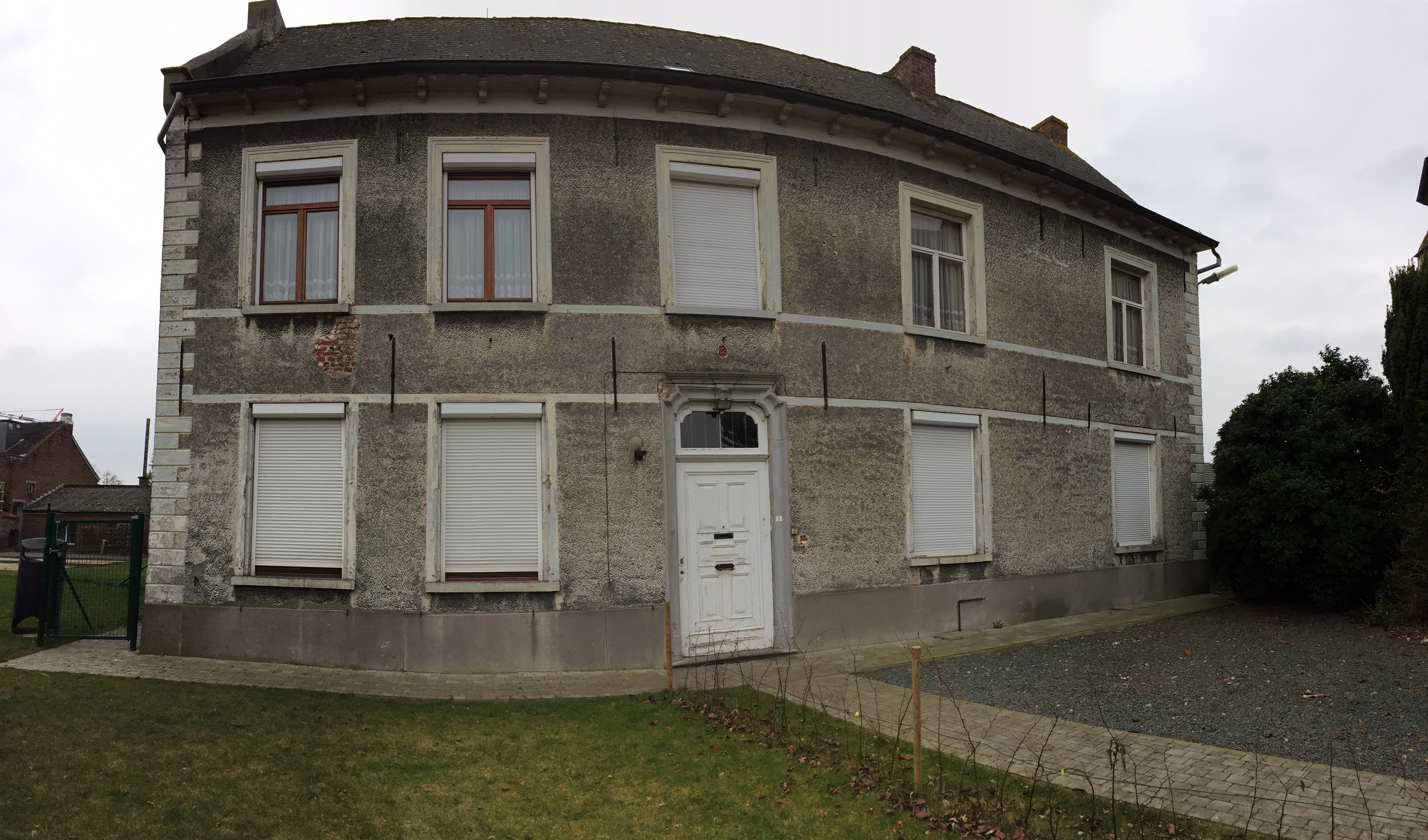
de pastorie nu

De pastorie van Wambeek is een typisch pastoriegebouw uit de 18e eeuw. Het is er gekomen nadat de pastoor van Wambeek de bouw ervan in 1752 heeft kunnen laten opleggen aan het kapittel van Sint-Gertrude van Nijvel en het kapittel van Sint-Rombouts te Mechelen door de Souverijne Raede van Brabant.

## Geschiedenis
Wambeek is jarenlang verstoken geweest van een pastorie. Maar pastoor G.J. Verspecht  van Wambeek, die er in 1751 was benoemd , heeft onmiddellijk de bouw van een pastorie gevraagd. Ternat had al een pastorie sinds 1738 of 1739, en die was gezamenlijk gefinancierd door het Kapittel van Sint-Gertrudis van Nijvel en het Kapittel van Mechelen. Sint-Katherina-Lombeek had in 1750 een pastorie die ook door beide Kapittels was betaald. De hele discussie over de bouw van een pastorie te Wambeek draaide precies rond de vraag wie voor de kosten moest instaan. Volgens het kapittel van Mechelen moest dat proportioneel tot het aandeel in de tiendenheffing zijn. Vermits Nijvel de oorspronkelijke ‘pastores’ van Wambeke en ⅔ van de tienden had, moest Nijvel in dezelfde verhouding bijdragen in de kosten. Het proces was dus meer een proces tussen de twee Kapittels dan een proces tussen pastoor Verspecht als eiser (‘impetrant’)  en  de twee Kapittels als eerste en tweede gedaagde.  Het geschil met deze twee instanties werd voor de Souverijne Raed van Brabant gebracht, en dat leidde tot een akkoord tussen het kapittel van Mechelen (Capittel Metropolitaen te Mechelen, Sint-Romboutskapittel) om nog in hetzelfde jaar een pastorie op te richten. 

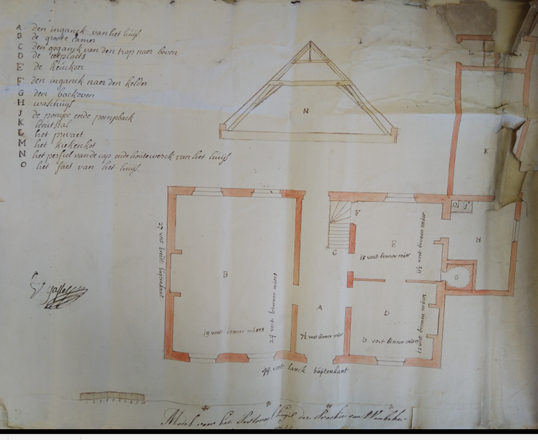
Een van de twee oorspronkelijke bouwplannen van de pastorie, getiteld 'Model voor het Pastoreel húijs der Prochie Van Wambeke, met vier Camers boven, en met een schouw'

De plannen van de pastorie zijn gekend onder de vorm van modeltekeningen, die naamloos en nogal amateuristisch zijn opgesteld, en dus allicht geen bouwmeestertekeningen zijn. Op die basis kon L. Van Eeckhoudt dan ook een gedetailleerde beschrijving van de oorspronkleijke pastorie maken. Een eeuw later, in 1864, werd er een ‘spreekplaets’ bijgebouwd en enkele andere verbeteringen werden aangebracht. Een jaar later werd er een hoge muur rond de pastorie gebouwd om de koeien buiten de pastorietuin te houden. In 1902 volgden er nog verbeteringswerken, net zoals in 1908, 1918 en 1924. De laatste verbeteringswerken werden in 1980 bij de installatie van E.H. Paul Beyens uitgevoerd. Die is er gebleven tot 2007, toen hij met pensioen is gegaan. De pastorie is naar overeenkomst met het gemeentebestuur Ternat eigendom van de kerkfabriek Sint-Remigius. In de pastorietuin heeft de gemeente Ternat in 2015 een speeltuin ingericht.

## De sociale functie van de pastorie

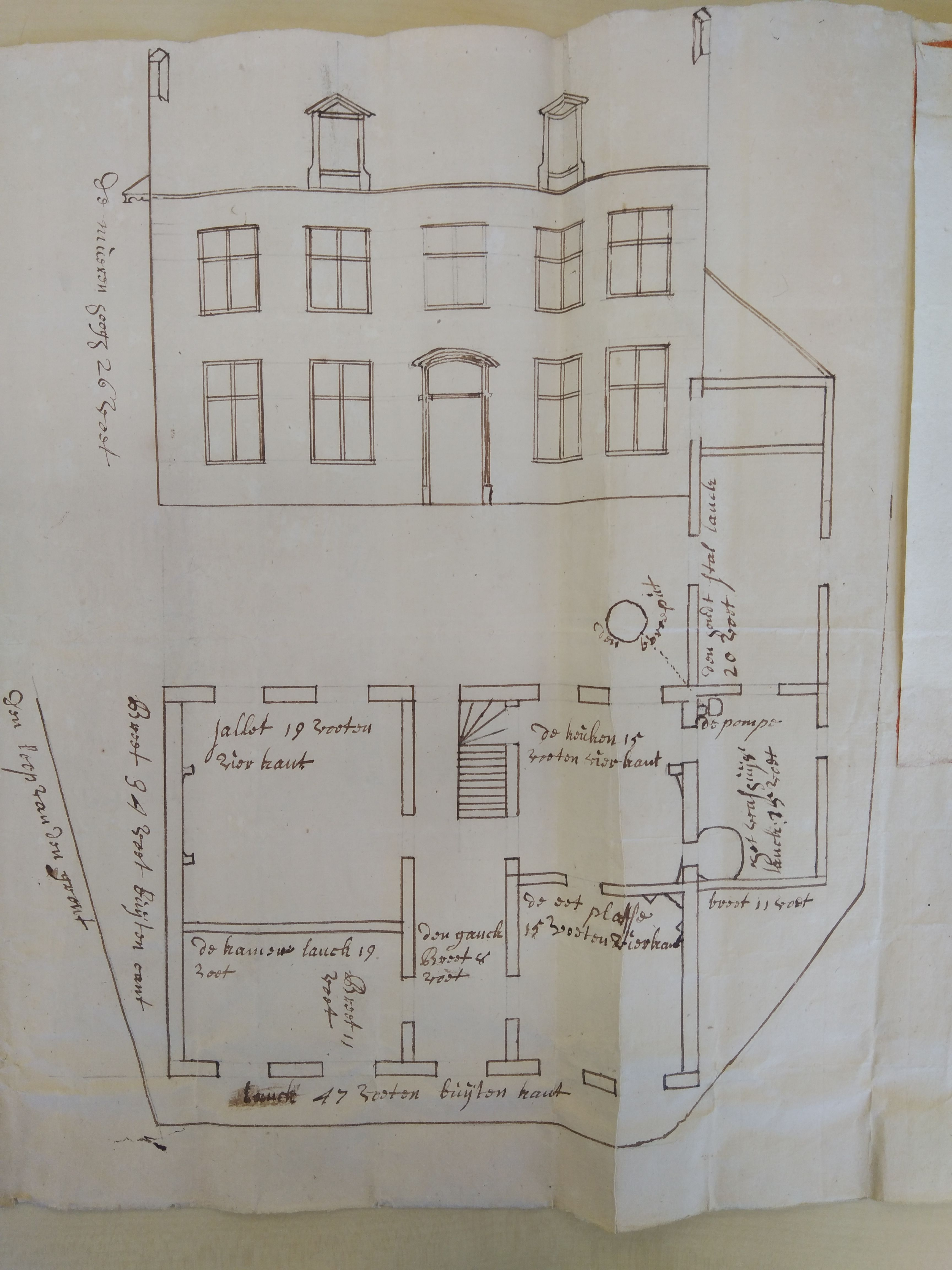
Tweede modelplan met voorgeveltekening en gelijkvloerse verdieping.

Sedert 2007 doet de pastorie geen dienst meer als woonhuis voor de dienstdoende pastoor. De kerkfabriek heeft er wel een lokaal voor haar archief,  een weekkapel (die tot 2019 in gebruik is geweest) en een bezoekerslokaal ingericht. De overige lokalen worden als (vergader)lokaal gebruikt door de parochiale verenigingen (kerkfabriek, parochieploeg, parochiaal zangkoor, catechese) en door andere verenigingen.  In de pastorietuin is een speeltuin ingericht. Samen met het aangrenzend ‘parochiehuis’ is zo een site gecreëerd in het centrum van Wambeek die een ontmoetingsplaats is en een gelegenheid voor allerlei feestelijkheden. De kerkfabriek Sint-Remigius onderzoekt de verdere bestemmingsmogelijkheden en de nodige restauratie van de pastorie.

## De pastorie als cultureel erfgoed
Met een Koninklijk Besluit van 16 oktober 1980  werd de pastorie van Wambeek beschermd als monument om reden van artistieke en/of historische waarde. Met datzelfde besluit werd ook de dorpskom van Wambeek (met daarin de pastorie) beschermd als dorpsgezicht. De pastorie is sinds 14 september 2009 ook bouwkundig erfgoed. Een beheersplan is daarvoor opgemaakt.

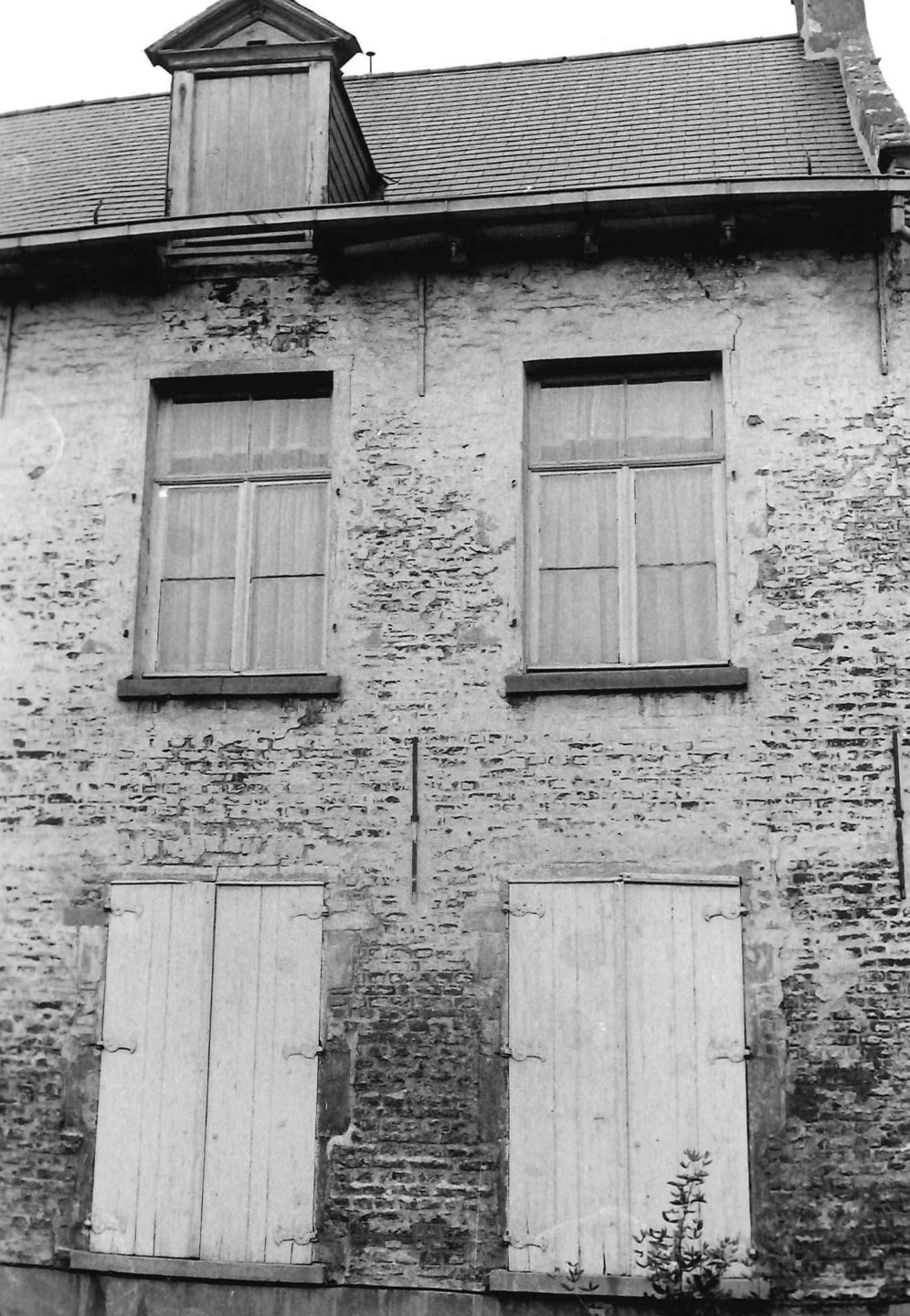
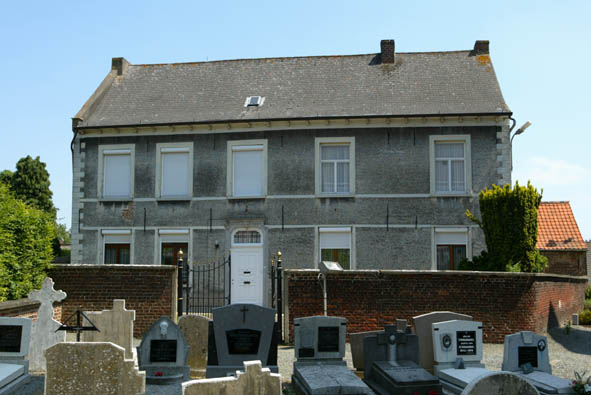
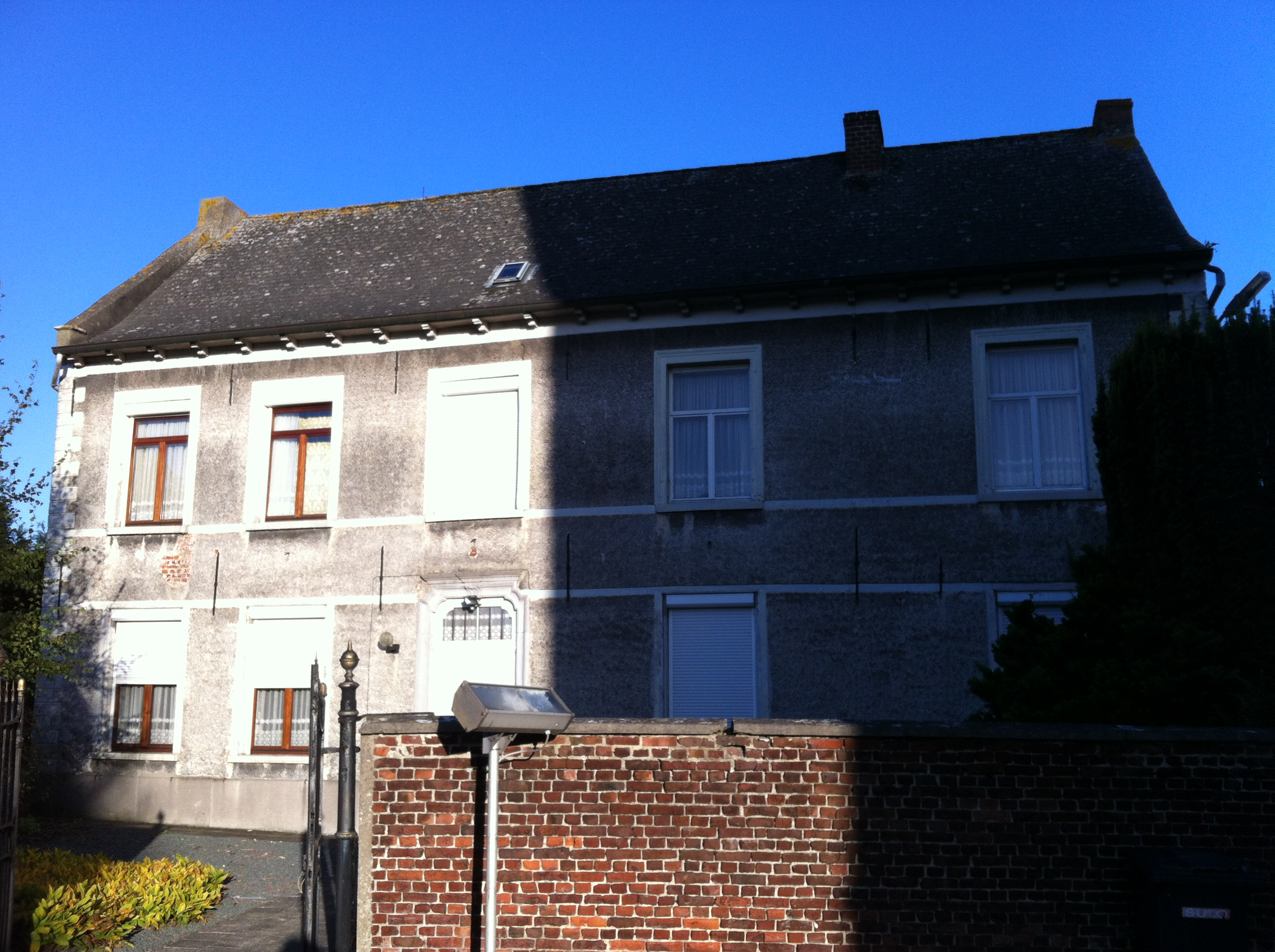